# Пенья, Джулианна
Джулиа́нна Нико́ль Пе́нья (Julianna Nicole Peña; род. 19 августа 1989, Спокан, штат Вашингтон, США) — американский боец смешанных боевых искусств, выступающая под эгидой «UFC» в женской легчайшей весовой категории. Бывшая двукратная чемпионка UFC в легчайшем весе.
Занимает 1 строчку официального рейтинга  UFC в женском легчайшем весе. и 5 строчку официального рейтинга UFC среди лучших бойцов независимо от женской весовой категории (англ. pound-for-pound).

## Карьера в MMA

### Ранняя карьера
С любительским рекордом 2-0 Пенья дебютировала в профессиональном ММА в мае 2009 года. Она выиграла четыре боя подряд, но потерпела свое первое поражение в апреле 2012 года от будущей коллеги по составу The Ultimate Fighter 18 Сары Морас. Бой произошёл всего через два месяца после того, как Пенья попала в аварию с пьяным водителем во время прогулки по центру города, в результате чего она потеряла сознание и сломала нос.

### The Ultimate Fighter
В августе 2013 года было объявлено, что Пенья была одной из бойцов, выбранных для участия в The Ultimate Fighter: Team Rousey vs. Team Tate.
Пенья встретилась с Джиной Мазани. Она контролировала бой с самого начала, одержав победу единогласным решением судей.
Во время первого турнирного боя Пенья встретилась с ветераном и первой десяткой рейтинга Шайной Баслер.
После первого раунда в котором Пенья реализовала эффективные боксерские комбинации и избежала нескольких попыток сдачи Баслер, Пенья сильно разогналась во втором раунде, нанеся ей мощные удары коленом, которые поразили Баслер. Бой дошёл до партера, где Пенья смогла добиться маунта и одержала победу удушением сзади.
В полуфинале Пенья встретилась с Сарой Морас. Эти двое ранее дрались в 2012 году, когда Пенья проиграла после из-за травмы руки, которая вынудила доктора остановить поединок между вторым и третьим раундами. Пенья выиграл бой удушающим приемом «гильотина» во втором раунде, и отомстила за поражение.

### Ultimate Fighting Championship
Пенья встретилась с Джессикой Ракочи 30 ноября 2013 года на The Ultimate Fighter 18 Finale . Она выиграла бой техническим нокаутом на последних секундах первого раунда и стала чемпионкой TUF 18 в легчайшем весе среди женщин.
Ожидалось, что Пенья сразится с Жессикой Андради на UFC 171 15 марта 2014 года. Однако Пенья снялась с боя из-за травмы колена. Несмотря на серьезность травмы, врачи заверили ей, что ее колено вернется в полную силу после операции и реабилитации. Из-за травмы Пенья выбыла из строя до конца 2014 года.
Пенья вернулась, и сразилась с Миланой Дудиевой 4 апреля 2015 года на турнире UFC Fight Night 63. Она выиграла бой техническим нокаутом в первом раунде. Эта победа также принесла Пеньи ее первую премию «Выступление вечера».
В следующий раз Пенья встретилась с Джессикой Ай 3 октября 2015 года на турнире UFC 192. Она выиграла бой единогласным решением судей.
Пенья встретилась с бывшей претенденткой на титул Кэт Зингано на турнире UFC 200 9 июля 2016 года. Она выиграла бой единогласным решением судей.
Пенья встретилась с Валентиной Шевченко на UFC on Fox 23 28 января 2017 года. Она проиграла бой болевым приемом во втором раунде.
14 октября 2017 года Пенья объявила, что беременна и возьмет бессрочный перерыв в спорте.
13 июля 2019 года на UFC на ESPN + 13 , почти через два с половиной года после ее последнего боя, она вернулась и встретилась с бывшей чемпионкой Никко Монтаньо, заменив травмированную Сару Макмэнн.
Она выиграла бой единогласным решением судей.
Ожидалось, что Пенья сразится с Аспен Лэдд 28 марта 2020 года на UFC на ESPN. Однако Пенья снялась с боя из-за травмы.
Пенья встретилась с Жермейн де Рандами 4 октября 2020 года на UFC на ESPN: Холм против Алдана.
Она проиграла бой удушением «гильотина» в третьем раунде.
Ожидалось, что Пенья сразится с Сарой Макмэнн 16 января 2021 года на UFC на ABC 1, но бой был перенесён на UFC 257 24 января 2021 года, Пенья выиграла бой сабмишеном в третьем раунде.
Пенья должна была сразиться с Холли Холм 8 мая 2021 года на турнире UFC ESPN 24. Однако Холм выбыла из боя.
Ожидалось, что Пенья сразится с Амандой Нунис 7 августа 2021 года на турнире UFC 265.
Однако 29 июля 2021 года у Нунис был обнаружен COVID-19.
Бой был перенесен на UFC 269 11 декабря 2021 года.
В первом раунде, Нунис доминировала над Пеньей, но во втором раунде, Пенья собралась и начала наносить тяжёлые удары что позволило потрясти Нунис и перевести в партер, после чего, Пенья забрала спину и выиграла удушающим приемом сзади, и завоевала титул чемпионки UFC в женском легчайшем весе.

## Кино и телевидение
Пенья был показана в отмеченном наградами документальном фильме о смешанных боевых искусствах Fight Life, фильм был снят Джеймсом Фэном и был выпущен в 2013 году.
Пенья вместе с Максом Бретосом является диктором англоязычной трансляции Combate Americas на DAZN.

## Личная жизнь
Джулианна — младшая сестра бывшего репортера KREM 2 и дневного метеоролога Грейс Пенья.
Пенья имеет мексиканское и венесуэльское происхождение.

## Биография
Младшая из четырех братьев и сестер, Джулиана родилась и выросла в Спокане, штат Вашингтон.
Она окончила в 2007 году среднюю школу Маунт-Спокан. Затем она поступила в общественный колледж Спокана. Чтобы похудеть и направить агрессию в раннем взрослом возрасте, она записалась на занятия по кардио-кикбоксингу, а затем перешла в смешанные боевые искусства.

## Статистика в ММА
| Боёв 19  | Побед 13 | Поражений 6 |
| -------- | -------- | ----------- |
| Нокаутом | 3        | 1           |
| Сдачей   | 6        | 3           |
| Решением | 4        | 2           |

| Результат | Рекорд | Соперник           | Способ                        | Турнир                                | Дата            | Раунд | Время | Место                                  | Примечание                                                                 |
| --------- | ------ | ------------------ | ----------------------------- | ------------------------------------- | --------------- | ----- | ----- | -------------------------------------- | -------------------------------------------------------------------------- |
| Поражение | 13-6   | Кайла Харрисон     | Сдача (Кимура)                | UFC 316                               | 7 июня 2025     | 2     | 4:55  | Ньюарк, Нью-Джерси, США                | Утратила титул чемпионки UFC в женском легчайшем весе.                     |
| Победа    | 13-5   | Ракель Пеннингтон  | Раздельное решение            | UFC 307                               | 5 октября 2024  | 5     | 5:00  | Солт-Лейк-Сити, Юта                    | Завоевала титул чемпиона UFC в женском легчайшем весе                      |
| Поражение | 12-5   | Аманда Нунис       | Единогласное решение          | UFC 277                               | 30 июля 2022    | 5     | 5:00  | Даллас, Техас, США                     | Утратила титул чемпионки UFC в женском легчайшем весе.                     |
| Победа    | 12-4   | Аманда Нунис       | Сдача (удушение сзади)        | UFC 269                               | 11 декабря 2021 | 2     | 3:26  | Лас-Вегас, Невада, США                 | Завоевала титул чемпионки UFC в женском легчайшем весе.Выступление вечера. |
| Победа    | 11-4   | Сара Макмэнн       | Сдача (удушение сзади)        | UFC 257                               | 24 января 2021  | 3     | 3:39  | Абу-Даби, ОАЭ                          |                                                                            |
| Поражение | 10-4   | Жермейн де Рандами | Техническая сдача (Гильотина) | UFC on ESPN: Холм vs. Альдана         | 4 октября 2020  | 3     | 3:25  | Абу-Даби, ОАЭ                          |                                                                            |
| Победа    | 10-3   | Никко Монтаньо     | Единогласное решение          | UFC Fight Night: de Randamie vs. Ladd | 13 июля 2019    | 3     | 5:00  | Сакраменто, Калифорния, США            |                                                                            |
| Поражение | 9-3    | Валентина Шевченко | Сдача (армбар)                | UFC on Fox: Shevchenko vs. Peña       | 28 июля 2017    | 2     | 4:29  | Денвер, Колорадо, США                  |                                                                            |
| Победа    | 9-2    | Кэт Зингано        | Единогласное решение          | UFC 200                               | 9 июля 2016     | 3     | 5:00  | Лас-Вегас, Невада, США                 |                                                                            |
| Победа    | 8-2    | Джессика Ай        | Единогласное решение          | UFC 192                               | 3 октября 2015  | 3     | 5:00  | Хьюстон, Техас, США                    |                                                                            |
| Победа    | 7-2    | Милана Дудиева     | TKO (удары руками и локтями)  | UFC Fight Night: Mendes vs. Lamas     | 4 апреля 2015   | 1     | 3:59  | Фэрфакс, Виргиния, США                 | Выступление вечера.                                                        |
| Победа    | 6-2    | Джессика Ракочи    | TKO (удары)                   | TUF 18: Тейт vs. Раузи                | 30 ноября 2013  | 1     | 4:59  | Лас-Вегас, Невада, США                 | Выиграла финал TUF 18: Тейт vs. Раузи.                                     |
| Победа    | 5-2    | Сара Морас         | Сдача (Гильотина)             | TUF 18: Тейт vs. Раузи                | 13 ноября 2013  | 2     | 3:31  | Лас-Вегас, Невада, США                 | Полуфинальный бой.                                                         |
| Поражение | 4-2    | ДиАннa Баннетт     | Единогласное решение          | Showdown Fights 10                    | 8 февраля 2013  | 3     | 5:00  | Орем, Юта, США                         | Бой в наилегчайшем весе.                                                   |
| Поражение | 4-1    | Сара Морас         | TKO (остановка доктором)      | Conquest of the Cage 11               | 19 апреля 2012  | 2     | 5:00  | Вашингтон, США                         |                                                                            |
| Победа    | 4-0    | Рэйчел Свейтес     | Сдача (гильотина)             | Conquest of the Cage 10               | 15 декабря 2011 | 2     | 0:17  | Вашингтон, США                         |                                                                            |
| Победа    | 3-0    | Стефани Уэббер     | Сдача (армбар)                | CageSport 8                           | 5 декабря 2009  | 2     | 2:54  | Такома, Вашингтон, США                 |                                                                            |
| Победа    | 2-0    | Робин Данн         | TKO (удары)                   | IFC: Caged Combat                     | 15 августа 2009 | 1     | N/A   | Пентиктон, Британская Колумбия, Канада |                                                                            |
| Победа    | 1-0    | Рейлин Харви       | Сдача (удушение сзади)        | ExciteFight                           | 9 мая 2009      | 1     | 2:58  | Спокан, Вашингтон, США                 |                                                                            |

### Ultimate Fighter 18
| Результат | Рекорд | Соперник     | Способ                 | Турнир                 | Дата             | Раунд | Время | Место                  | Примечание                |
| --------- | ------ | ------------ | ---------------------- | ---------------------- | ---------------- | ----- | ----- | ---------------------- | ------------------------- |
| Победа    | 2-0    | Шэйна Бэзлер | Сдача (удушение сзади) | TUF 18: Тейт vs. Раузи | 11 сентября 2013 | 2     | 3:07  | Лас-Вегас, Невада, США | Предварительный поединок. |
| Победа    | 1-0    | Джина Мазани | Единогласное решение   | TUF 18: Тейт vs. Раузи | 4 сентября 2013  | 2     | 5:00  | Лас-Вегас, Невада, США | Отборочный поединок.      |